# Keupula Tanjong
Keupula Tanjong is een bestuurslaag in het regentschap Pidie van de provincie Atjeh, Indonesië. Keupula Tanjong telt 366 inwoners (volkstelling 2010).